# Superliga de baloncesto de Albania
La Superliga de baloncesto de Albania es la máxima competición profesional de baloncesto de Albania. Fue creada en 1946, poco después de la formación de la Federación de baloncesto albanesa y la disputan 6 equipos. El equipo con más campeonatos es el B.C. Partizani Tirana que ha ganado 33 campeonatos en total, aunque ninguno desde 1996.

## Historia
La Superliga de baloncesto de Albania es una de las competiciones de baloncesto más antiguas que continúan en la región de los Balcanes, habiendo comenzado en 1946. La liga se formó menos de dos años después de que el Partido del Trabajo de Albania tomara el control del país, y el deporte poco a poco fue más popular en esos años antes de experimentar un rápido aumento de popularidad en la década de los 1970s, lo que llevó a la mayoría de ciudades y pueblos de Albania a formar sus propios clubes de baloncesto y construir pabellones de baloncesto. Tras la caída del comunismo en 1991, muchos clubes de baloncesto se vieron obligados a desaparecer, debido algunas veces a la falta de inversión, lo que llevó a la caída de la popularidad del deporte en su conjunto en el país. Sin embargo, desde 1993, bastantes antiguos equipos se han restablecido debido a que les han apoyado empresas privadas junto con alguna financiación del estado, lo que ha permitido a los equipos seguir funcionando.

## Formato
Se juegan un total de 20 partidos de liga regular, jugando cada equipo contra el otro en 4 ocasiones (2 idas y 2 vueltas). Los cuatro primeros clasificados de la liga regular se clasifican para las semifinales de los play-offs (al mejor de 3 partidos). Los emparejamientos de semifinales son los siguientes:
- Partido 1: 1º contra 4º
- Partido 2: 2º contra 3º

Los ganadores de las semifinales se enfrentan en la final al mejor de 5 partidos, para determinar el campeón de la Superliga de baloncesto de Albania. El último clasificado de la liga regular desciende a la Liga e pare, de la que asciende el campeón.

## Equipos 2022-2023
| Superliga           |         |                             |           |         |               |
| Equipo              | Ciudad  | Pabellón                    | Fundación | Colores | Entrenador    |
| BC Apolonia         | Fier    | Fier Sports Palace          | 1925      |         | Aldi Germau   |
| KF Besëlidhja Lezhë | Lezhë   | Brian Filipi Stadium        | 2020      |         | Xhelal Kalaja |
| BC Kamza Basket     | Kamëz   | Bathorë Sports Hall         | 1962      |         | Eni Llazani   |
| BC Teuta            | Durrës  | Ramazan Njala Sports Palace | 1925      |         | Melzin Lazimi |
| PBC Tirana          | Tirana  | Farie Hoti Sports Palace    | 1920      |         | Erkand Karaj  |
| BC Vllaznia         | Shkodër | Qazim Dërvishi Sports Hall  | 1919      |         | Fabian Gjuka  |

## Campeones
| (*)   | Equipo que ha ganado su 10 título |
| (**)  | Equipo que ha ganado su 20 título |
| (***) | Equipo que ha ganado su 30 título |

| Temporada | Campeón          |
| --------- | ---------------- |
| 1946      | 17 Nëntori       |
| 1947      | Ylli Kuq Durrës  |
| 1948      | 17 Nëntori       |
| 1949      | 17 Nëntori       |
| 1950      | 17 Nëntori       |
| 1951      | Partizani Tirana |
| 1952      | Partizani Tirana |
| 1953      | Partizani Tirana |
| 1954      | Partizani Tirana |
| 1955      | BC Durrës        |
| 1956      | Partizani Tirana |
| 1957      | PBC Tirana       |
| 1958      | Partizani Tirana |
| 1959      | Partizani Tirana |

| Temporada | Campeón             |
| --------- | ------------------- |
| 1960      | Partizani Tirana    |
| 1961      | 17 Nëntori          |
| 1962      | 17 Nëntori          |
| 1963      | 17 Nëntori          |
| 1964      | Partizani Tirana    |
| 1965      | 17 Nëntori          |
| 1967      | BC Vllaznia         |
| 1968      | Partizani Tirana(*) |
| 1969      | Partizani Tirana    |
| 1970      | Partizani Tirana    |
| 1971      | 17 Nëntori(*)       |
| 1972      | Partizani Tirana    |
| 1973      | Partizani Tirana    |
| 1974      | Partizani Tirana    |

| Temporada | Campeón              |
| --------- | -------------------- |
| 1975      | Partizani Tirana     |
| 1976      | Partizani Tirana     |
| 1977      | Partizani Tirana     |
| 1978      | Partizani Tirana     |
| 1979      | Partizani Tirana(**) |
| 1980      | Partizani Tirana     |
| 1981      | Partizani Tirana     |
| 1982      | Partizani Tirana     |
| 1983      | Partizani Tirana     |
| 1984      | Partizani Tirana     |
| 1985      | Partizani Tirana     |
| 1986      | Partizani Tirana     |
| 1987      | Partizani Tirana     |
| 1988      | Partizani Tirana     |

| Temporada | Campeón               |
| --------- | --------------------- |
| 1989      | Partizani Tirana(***) |
| 1990      | BC Vllaznia           |
| 1991      | Partizani Tirana      |
| 1992      | Partizani Tirana      |
| 1993      | BC Vllaznia           |
| 1994      | BC Adelin Pogradec    |
| 1995      | BC Dinamo Tirana      |
| 1996      | Partizani Tirana      |
| 1997      | BC Vllaznia           |
| 1998      | BC Vllaznia           |
| 1999      | PBC Tirana            |
| 2000      | BC Vllaznia           |
| 2001      | PBC Tirana            |
| 2002      | PBC Tirana            |

| Temporada | Campeón             | Subcampeón          | Resultado |
| --------- | ------------------- | ------------------- | --------- |
| 2003      | BC Valbona          | PBC Tirana          | 3–0       |
| 2004      | BC Valbona          |                     |           |
| 2005      | BC Valbona          |                     |           |
| 2006      | BC Valbona          | BC Vllaznia         | 3–0       |
| 2007      | BC Valbona          | PBC Tirana          | 3–2       |
| 2008      | PBC Tirana          |                     |           |
| 2009      | PBC Tirana          |                     |           |
| 2010      | PBC Tirana          | Studenti            | 3–2       |
| 2011      | PBC Tirana          | U.A.T.              | 3–0       |
| 2012      | PBC Tirana          | BC Kamza Basket     | 3–0       |
| 2013      | BC Kamza Basket     | BC Vllaznia         | 3–0       |
| 2014      | BC Vllaznia         | PBC Tirana          | 3–0       |
| 2015      | BC Vllaznia         | PBC Tirana          | 2–0       |
| 2016      | BC Vllaznia         | BC Teuta            | 3-1       |
| 2017      | PBC Tirana          | Vllaznia            | 3–0       |
| 2018      | PBC Tirana (**)     | BC Teuta            | 3–2       |
| 2019      | Goga Basket         | BC Teuta            | 3–2       |
| 2020      | -                   | -                   |           |
| 2021      | BC Teuta            | Goga Basket         | 3–1       |
| 2022      | BC Teuta            | BC Vllaznia         | 3–1       |
| 2023      | PBC Tirana          | KB Besëlidhja Lezhë | 3–2       |
| 2024      | KB Besëlidhja Lezhë | BC Teuta            | 4–0       |

## Títulos por club
| Equipo              | Títulos | Años |
| ------------------- | ------- | --- |
| BC Partizani Tirana | 33      | 1951, 1952, 1953, 1954, 1956, 1958, 1959, 1960, 1964, 1968, 1969, 1970, 1972, 1973, 1974, 1975, 1976, 1977, 1978, 1979, 1980, 1981, 1982, 1983, 1984, 1985, 1986, 1987, 1988, 1989, 1991, 1992, 1996 |
| PBC Tirana          | 21      | 1946, 1948, 1949, 1950, 1957, 1961, 1962, 1963, 1965, 1971, 1999, 2001, 2002, 2008, 2009, 2010, 2011, 2012, 2017, 2018, 2023                                                                         |
| BC Vllaznia         | 9       | 1967, 1990, 1993, 1997, 1998, 2000, 2014, 2015, 2016 |
| BC Kamza Basket*    | 6       | 2003, 2004, 2005, 2006, 2007, 2013 |
| BC Teuta            | 4       | 1947, 1955, 2021, 2022 |
| BC Adelin Pogradec  | 1       | 1994 |
| BC Dinamo Tirana    | 1       | 1995 |
| Goga Basket         | 1       | 2019 |
| KB Besëlidhja Lezhë | 1       | 2024 |

- BC Kamza Basket ganó 5 campeonatos entre 2003 y 2007 como BC Valbona.